# 徐官屯街道
徐官屯街道，是中华人民共和国天津市武清区下辖的一个乡镇级行政单位。
2020年7月，全国爱卫会命名徐官屯街道为2017-2019周期国家卫生乡镇。

## 行政区划
徐官屯街道下辖以下地区：
新丽社区、柴官村、薛庄村、费庄村、沙古堆村、宝稼营村、马庄村、褚庄村、段庄村、小辛庄村、新刘庄村、郑楼村和徐曹孔陈社区。